# توبياس ليندمان
توبياس ليندمان (بالألمانية: Tobias Lindemann)‏ هو مهندس معماري ألماني، ولد في 1966م.